# Elecciones generales de Senegal de 1973
Las elecciones generales de Senegal de 1973 se realizaron el 28 de enero del mismo año, donde el presidente en ejercicio, Léopold Sédar Senghor fue reelegido por el voto absoluto, ya que Senegal estaba dominado por la política unipartidista desde su independencia en 1960. El partido único era la Unión Progresista de Senegal un conglomerado socialista que dominó también la Asamblea Nacional y sus 100 escaños legislativos.

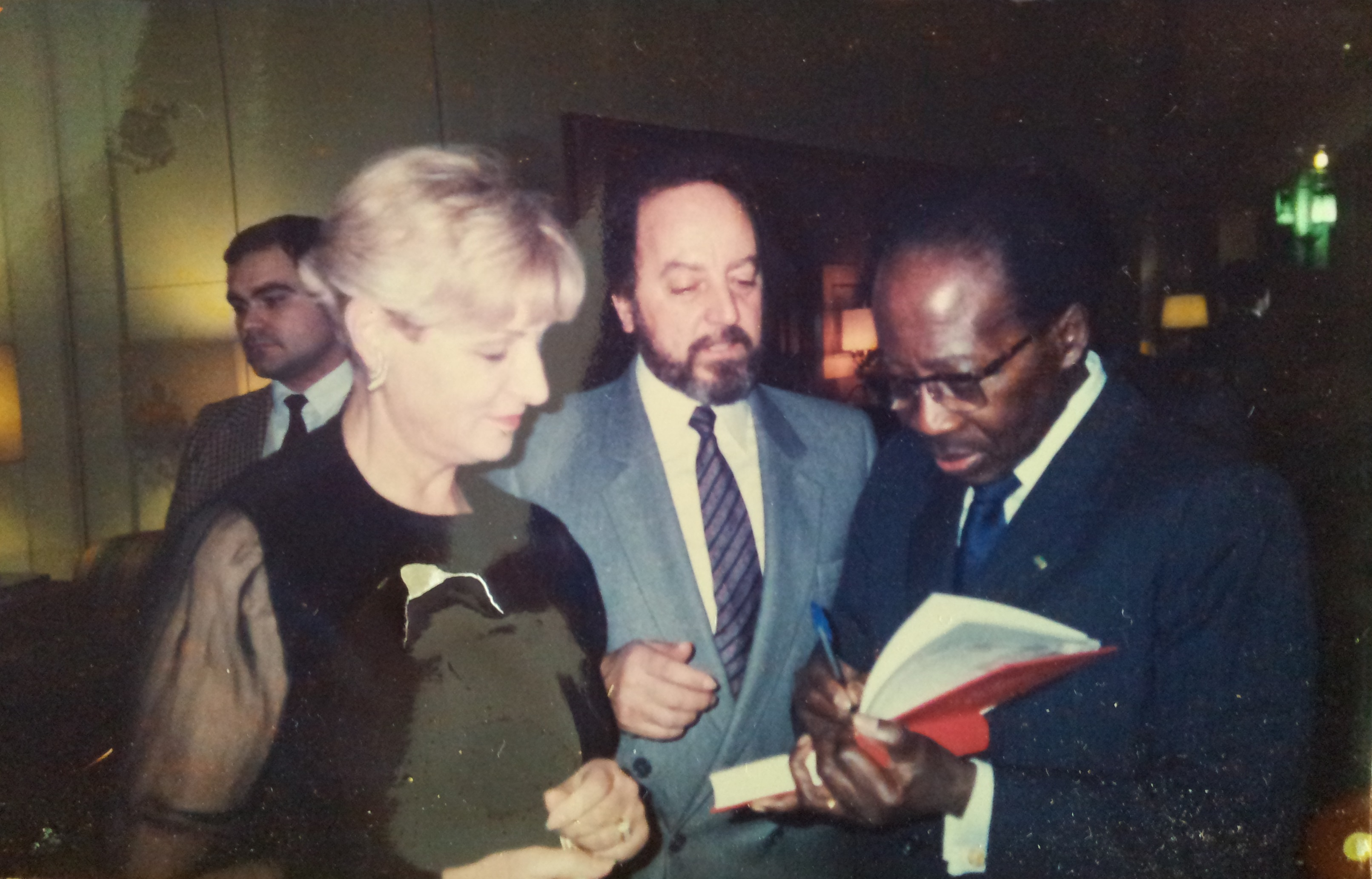
Presidente Léopold Senghor en visita oficial a Génova, Italia (1975).

## Sistema electoral
Son ciudadanos con derecho a votos todos los mayores de 21 años que gocen de sus plenos derechos y libertades. Los miembros de las fuerzas armadas y de orden, funcionarios de aduana y penitenciaría, mientras ejerzan sus cargos quedan excluidos de su derecho a voto. La inscripción es obligatoria, pero el voto es voluntario.
La Asamblea Nacional se compone por 120 escaños, elegidos bajo sistema mixto de proporcionalidad y cifra repartidora. A las listas parlamentarias se les exige un depósito efectivo el que es devuelto solo a los partidos políticos que obtengan más del 5% de los sufragios.
El Presidente de la República se elige por mayoría absoluta. Si ningún candidato logra superar el 50% se debe efectuar una segunda vuelta o balotaje, entre los dos mayorías relativas.
La política de partido único se instaló en Senegal desde su independencia en 1960, cuando comenzó el dominio de la Unión Progresista de Senegal con Léopold Senghor. 
Esta elección no era un referendo como en la mayoría de los países africanos unipartidistas, la gente no votaba por la opción "si" o "no", sino que votaba por el candidato del oficialismo o anulaba. De esta forma los votos válidos correspondían al 100% para el candidato.

## Resultados

### Presidenciales
|  | 99,98 % |

|  | 0,02 % |

|  | 100,00 % |

|  | 97,00 % |

|  | 99,98 % |

### Parlamentarias
|  | 99,94 % |

|  | 0,06 % |

|  | 100,0 % |

|  | 96,9 % |

|  | 100 % |